# Fetichismo por botas
O fetichismo por botas é uma atração sexual focada em botas. As botas são objeto de fetiche para algumas pessoas e tornaram-se um acessório padrão em práticas BDSM (onde são comumente utilizadas botas de couro, látex e PVC), além de serem um acessório de moda comum. As botas em geral são consideradas o fetiche mais popular dentre todos os calçados.
As botas geralmente são vistas como um símbolo de poder ao usuário, principalmente quando usadas por mulheres. Isso pode ser um motivo para a conexão com o BDSM, onde as botas geralmente são vistas como uma declaração de domínio.

## História
Uma das primeiras menções de botas com um objeto de fetiche pode ser encontrado no romance de 1868 de Émile Zola chamado Thérèse Raquin. O real fetichismo por botas foi descrito em diários do século XIX pela britânica Hannah Cullwick, cujas partes foram publicadas.
A psicanalista austríaca Hermine Hug-Hellmuth descreveu cientificamente o fetichismo por botas em 1915 ao relatar o caso de uma pessoa de 30 anos que possuía esse desejo sexual. Em 1966, as botas foram objetos de pesquisa pelo psicólogo Stanley Rachman, onde fotos de botas femininas e fotos de mulheres nuas foram mostradas para homens voluntários. As fotos das botas sozinhas também trouxeram excitação sexual aos voluntários.
A série de televisão britânica The Avengers, da década de 1960, frequentemente apresentava roupas fetichistas, como a personagem Emma Peel, interpretada por Diana Rigg, vestindo botas como um símbolo de mulher forte e sensual. Muitas super heroínas e vilãs de histórias em quadrinhos como Mulher Maravilha e Mulher-Gato também sempre usaram botas como símbolo de poder feminino e sensualidade.

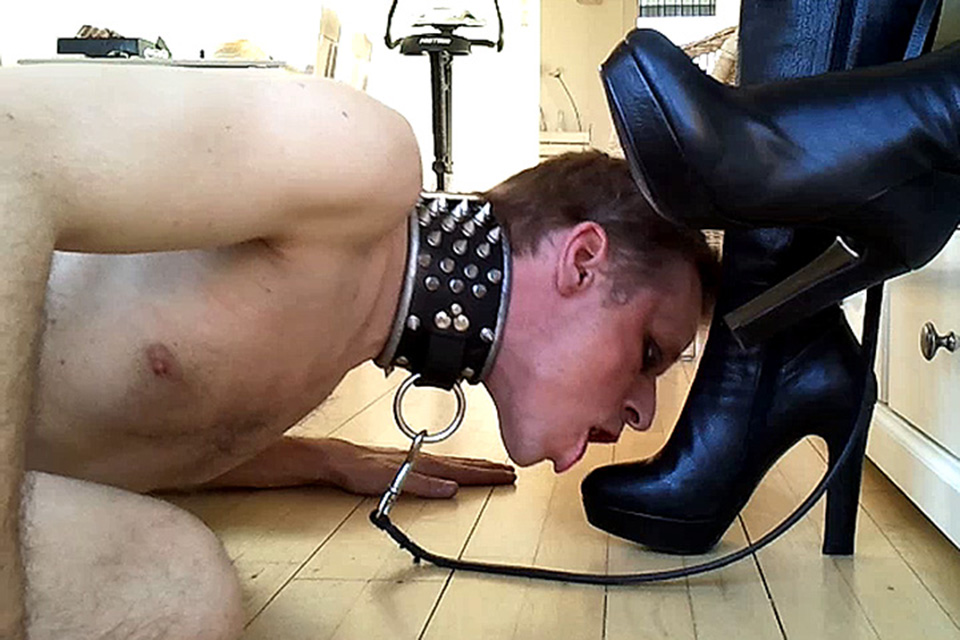
Submisso lambendo as botas de uma dominadora.

## Boot worship
Boot worship (em português: adoração à bota) é uma atividade sexual derivada da podolatria que consiste em cultuar as botas nas práticas BDSM, geralmente realizada enquanto o calçado está sendo usado pela parceira ou parceiro dominante.
Os submissos adeptos dessa prática voluntariamente veneram as botas da pessoa dominante. Limpar, massagear e lamber as botas de alguém são atividades comuns nesse fetiche. Essas práticas são consideradas prazerosas tantos para os submissos quanto para as pessoas dominantes pois pode envolver submissão, degradação, servidão e humilhação.
Essa prática às vezes é referida como shoe worship para abranger outros calçados além das botas, como sapatos de salto-alto. Além da podolatria, os praticantes do boot worship também podem ter interesse e envolvimento com outros fetiches que tenham forte ligação com pés, como o trampling e o ballbusting.

### Bootblacking
Bootblacking é o termo utilizado pela comunidade BDSM, e principalmente pela subcultura do couro, para referir-se ao ato do submisso ter que cuidar, limpar e polir as botas de alguém. É uma prática que enfatiza a submissão e que pode envolver humilhação erótica. Muitas vezes o bootblacking ocorre antes das pessoas envolvidas iniciarem determinada prática BDSM. Geralmente, durante o bootblacking a pessoa dominante fica sentada numa cadeira enquanto o submisso fica no chão polindo as botas.